# Julius Wilhelm (Denkmalpfleger)
Julius Wilhelm (* 11. Juli 1873 in Stetten; † 15. Juli 1961 in Lörrach) war ein deutscher Kaufmann, Verleger und Denkmalpfleger des Landkreises Lörrach.

## Werdegang
Julius Wilhelm kam als Sohn von Jodok Wilhelm und Walburga Wilhelm, geb. Zimmermann, zur Welt. Der Vater übte das Handwerk eines Schlossers aus. Er ist Enkel des Baumeisters und Stuckateurs Jodokus Wilhelm, der unter anderem am Bau der Fridolinskirche mitwirkte. Nach Abschluss der Schule und einer kaufmännischen Ausbildung ging er nach England. Nach Rückkehr trat er in den Dienst des Verlagshauses Herder in Freiburg im Breisgau. Im Jahr 1926 kehrte Wilhelm nach Lörrach zurück und war Verlagsleiter bei Frobenius in Basel. Seit dieser Zeit war er auch als Denkmalpfleger tätig.

## Wirken
Julius Wilhelm gründete bereits in frühen Jahren ein Fürsorgewerk für italienische Arbeitskräfte in Deutschland. In der Zeit als Verleger arbeitete er an Joseph Wilperts Werk Altchristliche Mosaiken und Malereien mit, wofür er 1917 den königlich Preußischen Kronenorden erhielt.
Wilhelm rief zur Unterstützung des Museums am Burghof (seit 2012 Dreiländermuseum) zusammen mit Ernst Wilhelm Schultz 1928 den „Lörracher Museumsverein“ in Leben. Nach dem Zweiten Weltkrieg setzte sich Wilhelm für den Erhalt des verbliebenen Restes von 24 Grabplatten des jüdischen Friedhofs in Lörrach ein. Dieser wurde u. a. am 9. November 1938 infolge der „Reichspogromnacht“ schwer verwüstet.
Die Peterskirche in Blansingen gehörte zu den bedeutendsten Kunstdenkmälern im Wirkungsbereich von Julius Wilhelm. Zusammen mit Joseph Sauer setzte er sich für den Erhalt der kunsthistorisch wertvollen Bilderzyklen ein. Der Prozess von der Entdeckung bis zur Freisetzung dauerte fast 30 Jahre und stellte ein jahrzehntelanges Tauziehen dar. Im Dorf Märkt – heute zu Weil am Rhein gehörig – wurden 1934 zum Unmut der Kirchengemeinde in der Kirche Malereien aufgedeckt und konserviert. Durch Wilhelms Betreuung konnten zwei Schichten zu Tage gefördert werden. Die ältere aus dem 14./15. Jahrhundert zeigt Szenen der Kreuzigung und ist wegen ihres für das Markgräflerlands hohen Alters besonders wertvoll. Die jüngere Schicht zeigt die Nikolauslegende und stammt aus dem 15./16. Jahrhundert. Als besonders geglückte Entdeckung und Konservierung gilt der Sakramentschrein samt Heiligengrab in der Tüllinger Ottilienkirche.
Dank Wilhelms schnellem Handeln und Kombinieren wurde das sogenannte Laeugerrelief von der Freiburger Münsterbauhütte für den Lörracher Museumsverein erworben. 1950 wurde das Relief – zunächst leihweise – an der Stirnwand des Chors der Bonifaziuskirche in Lörrach angebracht. Zum 82. Geburtstags Wilhelms am 1. Juli 1955 ging das Kunstwerk an die Kirchengemeinde über. Wegen einer Fenstervergrößerung musste 1971 das Relief schließlich versetzt werden.

## Ehrungen
- 1903: Ritter des Ordens der Krone von Italien
- 1917: Preußischer Kronenorden
- Januar 1952: Verdienstkreuz (am Bande) der Bundesrepublik Deutschland
- 11. Juli 1953: Ehrenbürger der Stadt Lörrach
- 1953: „Hebeldank“ des Hebelbundes Lörrach

## Werke
- Der Lörracher Judenfriedhof von 1670, 1932.
- Aus Lörrach und Nachbarschaft. Kunst- und kulturgeschichtliche Bilder, Verlag Oberländer Bote Lörrach, 1932.
- Eiserne Ofenplatten am Oberrhein. In: Oberrheinische Kunst. Band 5 (1931/1932), Seite 213–230